# Anders Malmsten
Nils Anders Malmsten, född 27 maj 1958 i Sofia församling i Stockholms stad, är en svensk journalist, mediekonsult, författare, tidningsutvecklare och företagsledare.

## Utbildning och journalistbana
Efter journaliststudier på Strömbäcks Folkhögskola 1982–1983 inleddes hans karriär som journalist på Västerbottens-Kuriren, Örnsköldsviks Allehanda, Sala Allehanda, Upsala Nya Tidning och Aftonbladet. Från mitten på 80-talet fokuserades hans skrivande på den framväxande IT-sektorn i tidningarna Computer Sweden och Veckans Affärer och som frilans i bolaget Datajournalisterna AB, som han startade med en kollega.

## Stora Journalistpriset 1999
Tillsammans med Per Gunnar Holmgren fick han 1999 Stora Journalistpriset för lanseringarna av Dagens Medicin. Motiveringen löd "Som med uppkäftig nyhetsjournalistik byggt upp en oberoende tidning och brutit igenom skrågränser inom sjukvården."
Uppdraget kom 1993 från Affärsförlaget inom Bonnier.  
Dagens Medicin lanserades i Sverige i oktober 1994 efter att ha testats på Läkarstämman 1993. Malmsten blev Dagens Medicin trogen i åtta år, först som redaktionschef och senare med ansvar för tidningens internationella expansion. 1997 startade han Dagens Medicin i Danmark, 1998 Dagens Medisin i Norge och samma år Mediuutiset i Finland samt 1999 Medisch Vandaag i Nederländerna, där han också blev VD. Malmsten satt i Dagens Medicins samtliga styrelser, vissa år som ordförande. Då det år 2000 var det dags för en större satsning på webben, blev Malmsten publisher för Dagensmedicin.se.

## Konsultbolaget Malmsten & Martinsson AB
2002 startade Malmsten tillsammans med Jan Martinsson konsultbolaget Malmsten & Martinsson AB som ägnade sig åt tidningsutveckling, analys och affärsutveckling av tidskrifter. Under fem år genomfördes uppdrag åt ett 80-tal tidskrifter, tidningar och förlag. Detta under en period då det i genomsnitt startades en ny tidskrift var tredje dag och etablerade affärstidningar halverade sina kostnader jämfört med för 10 år tidigare. 2007 utkom 118 nya titlar! 
M & M granskade den svenska tidskriftsbranschens samtliga nylanseringar, och gjorde en årlig tidskriftsrapport – inkluderande ett event – åt branschtidningen Resumé. Som grund låg den kompletta tidskriftsbas som bolaget byggt upp och upprätthöll, vilken erbjöd en unik överblick och kunskap om den dåtida svenska tidskriftsmarknaden.  
Ett kontroversiellt uppdrag var att utreda tidskriften Vår Bostads framtid, Hyresgästföreningens och HSB:s medlemstidning, som etablerades 1924. Tidskriften hade som mest en upplaga om 1 064 000 och lästes av fler än 1.5 miljoner. Konsultbolagets förslag för att förbättra och effektivisera organisationernas medlemskommunikation blev att lägga ned Vår Bostad och låta medlemsorganisationerna göra varsin tidning. Vår bostad lades ned 2006 och ersattes av Hem & Hyra respektive Hemma i HSB.

## Bonniers magasin i internationell lansering
2007 fick Malmsten i uppdrag att starta Bonnier International Magazines AB och blev international publisher på Bonnier Magazine Group för att lansera Bonniers danska och amerikanska magasin internationellt. Som VD för bolaget förhandlade han med dryga 300 förlag från över 60 länder, vilket resulterade i ett 40-tal licensaffärer för bland annat Popular Science, Parenting och en rad vattensporttidningar. Tidskriften Illustrerad Vetenskap lanserades i Tyskland och Australien. Malmsten avslutade som VD för Bonnier Media BV i Nederländerna.
Sedan 2013 driver han med sin hustru Åsa Gunnarsson Malmsten Media AB och arbetar i K6 Konsulter AB. Han är också bloggare och kolumnist i Dagens Media. 2015 gjorde han analysen "Krisen för tidskrifterna" åt Mediavärlden. 2020 ingick Malmsten i juryn för Tidskriftspriset.

## Boken Press Stopp
I oktober 2022 publicerade Anders Malmsten boken Press Stopp (Ekerlids förlag) som handlar om den svenska dagspressens totala omstrukturering under 2000-talets första två decennier. Boken är ett resultat av två års research i form av arkivstudier och omfattande intervjuer med alla nyckelpersoner. Bokens fick stor uppmärksamhet i medier och nominerades till Publishingpriset. 

## Nyhetsbrevet Malmsten om Medier
Hösten 2023 lanserade Malmsten ett nyhetsbrev om medieutvecklingen, Malmsten Om Medier, på plattformen Substack.

## Svenska Namnboken
Anders Malmsten har också gett ut fyra böcker om svenska förnamn. Svenska Namnboken var Sveriges mest omfattande och aktuella namnbok, med uppgifter om nära 5000 namn. Den första utgavs 1991 under titeln Namnbok för 90-talet och innehöll uppgifter om 1900-talets vanliga förnamn samt 1990-talets barns vanliga tilltalsnamn. Under 00-talet drev Malmsten tillsammans med FöräldraNätet en webbsajt om namn.